# Саморуков, Дмитрий Андреевич
Дми́трий Андре́евич Самору́ков (род. 16 июня 1999, Волгоград) — российский хоккеист, защитник выступающий за клуб Континентальной хоккейной лиги ЦСКА. Мастер спорта России (2021).

## Карьера
Сын футбольного вратаря Андрея Саморукова. В детстве начал заниматься футболом, однако у него не очень получалось, и мать решила отдать сына в хоккей. Хоккеем начал заниматься в СДЮШОР ЦСКА имени Валерия Харламова, выступая на уровне оькрытого чемпионат Москвы среди юношей. В 2014 году впервые вызвался в юниорскую сборную России, в составе которой принял участие в международном турнире Red Bull Ice Hockey Rookies Cup, проходившем в австрийском городе Зальцбург. В сезоне 2015/16 дебютировал в составе молодёжной команды армейцев «Красная армия» в МХЛ. По окончании сезона Дмитрий Саморуков отправился в Америку.
С 2016 по 2019 годы выступал в составе команды из города Гуэлф «Гелф Шторм» в хоккейной лиге Онтарио (OHL). В 2017 году на драфте НХЛ был выбран в третьем раунде под общим 84-м номером клубом «Эдмонтон Ойлерз». В 2019 году, в составе «Гелф Шторм» стал победителем лиги и обладателем главного трофея — кубка им. Джей Росса Робертсона. Сезон 2019/2020 игрок провёл в фарм-клубе «Ойлерз» — «Бейкерсфилд Кондорс» в Американской хоккейной лиге (AHL).
Так как в АХЛ сезон завершился досрочно, в связи с эпидемиологической обстановкой в мире, Дмитрий Саморуков попросил своего агента о возможности возвращения в ЦСКА. В июле 2020 года, подписал двусторонний годичный арендный контракт, который даёт право выступать как на уровне КХЛ в составе ЦСКА, так и на уровне ВХЛ, за команду «Звезда». 2 сентября 2020 года, в матче на Кубок Открытия, Саморуков дебютировал за основную команду армейцев и в своей первой же игре, на первой минуте матча, забросил шайбу в ворота казанского «Ак Барса».
1 августа 2024 года подписал контракт на три года с хоккейным клубом ЦСКА.

## В сборной
В 2015 году, в составе юниорской сборной, выступил на Мировом кубке Вызова проходившим в канадском городе Досон-Крик и завоевал серебряные медали соревнований.
В 2017 году отправился со сборной на чемпионат мира среди юниоров до 18 лет, который проходил в словацком городе Спишска-Нова-Вес. На этом турнире завоевал бронзовые медали. В мае 2017 года принял участие в предсезонном турнире Кубок Чёрного моря, проходившим в Сочи в составе второй юниорской сборной России. В ноябре, вместе со сборной, принял участие в молодёжной суперсерии.
В составе молодёжной сборной России поехал на молодёжный чемпионат мира, который проходил с 26 декабря 2017 года по 5 января 2018 в американском городе Буффало. На этом турнире сборная выбыла на этапе четвертьфинала. На чемпионате мира 2019, который проходил в канадских городах Ванкувере и Виктория, завоевал со сборной бронзовые медали.

## Семья
Женат на Анастасии Кравцовой — старшей сестре хоккеиста Виталия Кравцова.

## Достижения
- Серебряный призёр Мирового кубка вызова 2015 в составе сборной России (U17)
- Бронзовый призёр чемпионата мира среди юниоров 2017 в составе сборной России (U18)
- Чемпион хоккейной лиги Онтарио (OHL) и обладатель Кубка Джей Росса Робертсона в составе «Гелф Шторм» в сезоне 2018/2019
- Бронзовый призёр чемпионат мира среди молодёжных команд 2019 в составе молодёжной сборной России